# نظائر هاري بوتر والأعمال المؤثرة

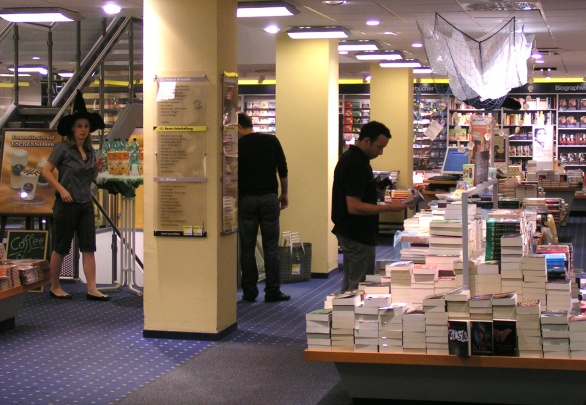

تذكر الكاتبة ج. ك. رولينغ العديد من الكتاب باعتبارهم بمثابة مؤثرات في ابتكارها لسلسلة هاري بوتر الأكثر مبيعًا. لاحظ الكتاب والصحفيون والنقاد أن الكتب لها عدد من النظائر أيضًا، تشمل مجموعة واسعة من الأدب الكلاسيكي والحديث على حد سواء، والتي لم تذكر رولينغ علانية أنها مؤثرات.
توجد ثلاثة أقسام للموضوع. يشمل القسم الأول الكتب والمؤلفين الذين اقترحتهم رولينغ باعتبارهم مؤثرات محتملة على هاري بوتر. يتناول القسم الثاني تلك الكتب التي وصفتها رولينغ بأنها مفضلة دون ذكر احتمالية كونها مؤثرات. أما القسم الثالث فيتناول تلك النظائر التي لم تذكرها رولينغ بأنها مؤثرات أو أعمال مفضلة، ولكن ادعى آخرون وجود أوجه مقارنة بينها وهاري بوتر.

## المؤثرات المعترف بها
لم تنسب رولينغ الفضل علنًا إلى أي كاتب في منحها الإلهام، قائلةً: «ليس لدي أدنى فكرة من أين تأتي أفكاري، أو كيف تعمل مخيلتي. أنا فقط ممتنة لأنها تعمل بهذا الشكل، لأنها تمنحني ترفيهًا أكثر مما تمنحه لأي شخص آخر». على الرغم من ذلك، ذكرت عددًا من المؤلفين المفضلين كتأثيرات محتملة في ابتكارها لهاري بوتر. تُسرَد الأعمال بترتيب تاريخ النشر بشكل تقريبي.

### الفُلكلور والميثولوجيا البريطانية
قالت رولينغ: «أخذت حريتي بصورة كبيرة في الأفكار من الفلكلور والميثولوجيا، لكني لا أشعر بالخجل حيال ذلك، لأن الفلكلور البريطاني والميثولوجيا البريطانية هي أساطير لقيطة بالكامل. غُزينا من قبل كثيرين، وتعاملنا مع آلهتهم، وآمنا بكائناتهم الأسطورية، وجمعناها مع بعضها لنصنع ما أود أن أصفه بأنه أحد أغنى الفلكلورات في العالم، لأنه متنوع جدًا. لذلك لا أشعر بأي ندم حول الاقتراض من ذلك بحرية، بل وإضافة بعض الأشياء الخاصة بي».

### ماكبث
ذكرت رولينغ ماكبث لوليام شكسبير بصفتها أحد الأعمال المؤثرة. عندما سُئِلَت في مقابلة مع ذا ليكي كولدرن وماغلنيت، «ماذا لو لم يسمع [فولدمورت] النبوءة؟»، قالت: «إنها فكرة ماكبث. أنا أعشق ماكبث كثيرًا. إنها على الأرجح مسرحيتي المفضلة لشكسبير. وهذا هو السؤال، أليس كذلك؟ ماذا إذا لم يقابل ماكبث الساحرات، فهل كان سيقتل دنكن؟ هل كان سيحدث أي شيء من ما حدث؟ هل هو قدر أم أنه جعله يحدث؟ وأعتقد أنه جعله يحدث».
في موقعها على الإنترنت، أشارت إلى ماكبث مرة أخرى في مناقشة للنبوءة: «النبوءة (مثل تلك التي أخبرت عنها الساحرات لماكبث، إذا كان أي أحد قد قرأ مسرحية بنفس الاسم) تصبح محفزًا لموقف لم يكن ليحدث لو لم توجد النبوءة».